# Arthroleptella landdrosia
Arthroleptella landdrosia (tên tiếng Anh: Landdros Moss Frog) là một loài ếch thuộc họ Petropedetidae.
Đây là loài đặc hữu của Nam Phi.
Môi trường sống tự nhiên của chúng là thảm cây bụi kiểu Địa Trung Hải và sông ngòi.
Chúng hiện đang bị đe dọa vì mất môi trường sống.